# Turn- und Sportgemeinschaft 1899 Hoffenheim 2003-2004
Questa voce raccoglie le informazioni riguardanti il Turn- und Sportgemeinschaft 1899 Hoffenheim nelle competizioni ufficiali della stagione 2003-2004.

## Stagione
Nella stagione 2003-2004 l'Hoffenheim, allenato da Hans-Dieter Flick, concluse il campionato di Regionalliga sud al 5º posto. In Coppa di Germania l'Hoffenheim fu eliminato ai quarti dal Lubecca.

## Rosa
| N. |                     | Ruolo | Calciatore      |
| -- | ------------------- | ----- | --------------- |
| 1  | Germania (bandiera) | P     | Kevin Knödler   |
| 2  | Germania (bandiera) | D     | Thorsten Thee   |
| 3  | Germania (bandiera) | D     | Sebastian Haag  |
| 4  | Germania (bandiera) | D     | Jochen Endreß   |
| 5  | Germania (bandiera) | D     | Marcel Throm    |
| 6  | Germania (bandiera) | C     | Matthias Born   |
| 7  | Germania (bandiera) | C     | Sachar Theres   |
| 8  | Germania (bandiera) | C     | Stephan Sieger  |
| 9  | Germania (bandiera) | A     | Kai Herdling    |
| 10 | Germania (bandiera) | C     | Thomas Ollhoff  |
| 11 | Croazia (bandiera)  | A     | Sascha Ropic    |
| 12 | Germania (bandiera) | D     | Denis Bindnagel |
| 13 | Germania (bandiera) | C     | Martin Lanig    |
| 14 | Germania (bandiera) | D     | Alexander Welz  |
| 15 | Germania (bandiera) | C     | Thorsten Müller |

| N. |                                | Ruolo | Calciatore         |
| -- | ------------------------------ | ----- | ------------------ |
| 16 | Germania (bandiera)            | C     | Andreas Gaber      |
| 17 | Germania (bandiera)            | C     | Marcus Klandt      |
| 19 | Germania (bandiera)            | C     | Sebastian Hofmann  |
| 19 | Germania (bandiera)            | A     | Sascha Maier       |
| 20 | Germania (bandiera)            | P     | Thomas Hillenbrand |
| 21 | Germania (bandiera)            | C     | Timo Böttjer       |
| 22 | Germania (bandiera)            | D     | Max Kümmerling     |
| 23 | Serbia e Montenegro (bandiera) | P     | Marjan Petković    |
| 26 | Germania (bandiera)            | A     | Heiko Throm        |
| 27 | Germania (bandiera)            | D     | Christian Daub     |
| 28 | Marocco (bandiera)             | C     | Adil El-Barhami    |
| 29 | Germania (bandiera)            | C     | Christian Möckel   |
| 32 | Germania (bandiera)            | A     | Matthias Mayer     |
| 36 | Germania (bandiera)            | A     | Felix Luz          |
| 37 | Italia (bandiera)              | C     | Sandro Cescutti    |

## Organigramma societario
Area tecnica
- Allenatore: Hans-Dieter Flick
- Allenatore in seconda: Alfred Schön
- Preparatore dei portieri: Uwe Nägele
- Preparatori atletici:
- Analisi video:

## Calciomercato

### Sessione estiva
| Acquisti | Acquisti           | Acquisti                 | Acquisti |
| R.       | Nome               | da                       | Modalità |
| -------- | ------------------ | ------------------------ | -------- |
| D        | Jochen Endreß      | Reutlingen               |          |
| P        | Thomas Hillenbrand | Amburgo                  |          |
| C        | Martin Lanig       | FV Lauda                 |          |
| A        | Sascha Maier       | Darmstadt                |          |
| A        | Sascha Ropic       | Eintracht Francoforte II |          |
| C        | Sachar Theres      | Aalen                    |          |

| Cessioni | Cessioni          | Cessioni           | Cessioni |
| R.       | Nome              | a                  | Modalità |
| -------- | ----------------- | ------------------ | -------- |
| A        | Sven Eller        | Nöttingen          |          |
| D        | Thomas Faulstich  | Hoffenheim II      |          |
| A        | Christian Haas    | FV Lauda           |          |
| C        | Norbert Hofmann   | Hoffenheim II      |          |
| D        | Carsten Stoll     | Sandhausen         |          |
| A        | Ali Talib         | TSG 62/09 Weinheim |          |
| A        | Christoph Teinert | Magonza            |          |
| D        | Andreas Thuy      | TSV Crailsheim     |          |
| P        | Oliver Tuzyna     | VfR Mannheim       |          |
| C        | Sascha Zrnic      | Hoffenheim II      |          |

### Sessione invernale
| Acquisti | Acquisti        | Acquisti       | Acquisti |
| R.       | Nome            | da             | Modalità |
| -------- | --------------- | -------------- | -------- |
| C        | Sandro Cescutti | Unterhaching   |          |
| A        | Felix Luz       | Stoccarda II   |          |
| C        | Adil El-Barhami | Schweinfurt 05 |          |

| Cessioni | Cessioni | Cessioni | Cessioni |
| R.       | Nome     | a        | Modalità |
| -------- | -------- | -------- | -------- |

## Risultati

### Regionalliga

#### Girone di andata
| Arbitro: | Hofmann |

|            |           |                                |
| Möckel 47’ | Marcatori | 32’ Abdel-Haq 70’, 89’ Brendel |

| Arbitro: | Kristek |

|           |           |  |
| Maier 63’ | Marcatori |  |

| Arbitro: | Wagner |

|                         |           |  |
| Demir 28’, 74’ Damm 86’ | Marcatori |  |

| Arbitro: | Karle |

|                       |           |                |
| Möckel 67’ Sieger 72’ | Marcatori | 16’, 27’ Hampl |

| Arbitro: | Kircher |

|                       |           |             |
| Ollhoff 7’ Müller 26’ | Marcatori | 53’ Blessin |

| Arbitro: | Raquet |

|              |           |                       |
| Butscher 68’ | Marcatori | 5’ Böttjer 54’ Möckel |

| Arbitro: | Probst |

|                              |           |                    |
| Möckel 16’ Sieger 54’ (rig.) | Marcatori | 8’ Weber 36’ Kegel |

| Arbitro: | Greth |

|             |           |            |
| Nagorny 55’ | Marcatori | 26’ Sieger |

| Sinsheim 28 settembre 2003, ore 14:30 CEST 9ª giornata | Hoffenheim | 0 – 0 referto | Rot-Weiß Erfurt | Stadio Dietmar Hopp (4 200 spett.)\| Arbitro: \| Viktora \| |
| Arbitro:                                               | Viktora    |               |                 |                                                             |

| Arbitro: | Walz |

|                                                    |           |  |
| Lützler 33’ Galuschka 63’ Popović 81’ Nägelein 83’ | Marcatori |  |

| Arbitro: | Maier |

|                                |           |  |
| Ollhoff 59’ (rig.), 64’ (rig.) | Marcatori |  |

| Arbitro: | Kempter |

|             |           |                                             |
| Rogosic 12’ | Marcatori | 29’ Ollhoff 67’ Ropic 84’ Sieger 89’ Theres |

| Arbitro: | Trautmann |

|                      |           |                                   |
| Ollhoff 12’ Thee 76’ | Marcatori | 24’ (rig.) Misimović 54’ Guerrero |

| Arbitro: | Dingert |

|                                           |           |             |
| Schlabach 4’ Bettenstaedt 21’ Nauroth 68’ | Marcatori | 48’ Ollhoff |

| Arbitro: | Bielmeier |

|                               |           |             |
| Theres 2’ Throm 31’ Ropic 90’ | Marcatori | 59’ Malchow |

| Arbitro: | Schmidt |

|          |           |                                         |
| Malz 85’ | Marcatori | 14’, 31’ Möckel 37’ Bindnagel 78’ Throm |

| Arbitro: | Greth |

|                        |           |                      |
| Ollhoff 21’ Sieger 74’ | Marcatori | 34’ Türker 54’ Petry |

#### Girone di ritorno
| Arbitro: | Perl |

|                   |           |           |
| Abdel-Haq 8’, 68’ | Marcatori | 27’ Throm |

| Arbitro: | Schalk |

|                                 |           |            |
| Neumann 50’ Nuhic 65’ Mason 87’ | Marcatori | 52’ Müller |

| Arbitro: | Drees |

|  |           |            |
|  | Marcatori | 32’ Ehlers |

| Arbitro: | Walz |

|                |           |            |
| Rosenwirth 76’ | Marcatori | 29’ Endreß |

| Arbitro: | Sippel |

|           |           |                        |
| Fuchs 41’ | Marcatori | 13’ Throm 62’ Cescutti |

| Arbitro: | Pflaum |

|                          |           |  |
| Ropic 5’, 47’ Müller 68’ | Marcatori |  |

| Arbitro: | Pickel |

|                                      |           |  |
| Bolm 7’ Ihm 12’ Ziegner 28’ Maas 67’ | Marcatori |  |

| Arbitro: | Palilla |

|                        |           |  |
| Ropic 24’ Herdling 79’ | Marcatori |  |

| Arbitro: | Hofmann |

|                  |           |  |
| Neitzel 49’, 52’ | Marcatori |  |

| Arbitro: | Kempter |

|                                        |           |                                              |
| Ollhoff 10’, 23’ (rig.), 33’ Ropic 79’ | Marcatori | 25’ Galuschka 69’ (rig.) Popović 78’ Brendel |

| Arbitro: | Wack |

|                         |           |             |
| Hagner 62’ Thiebaut 78’ | Marcatori | 71’ Ollhoff |

| Arbitro: | Trautmann |

|            |           |  |
| Sieger 85’ | Marcatori |  |

| Arbitro: | Kristek |

|                                                             |           |                              |
| Trochowski 6’, 79’ Misimović 45’, 57’ Fink 49’ Guerrero 72’ | Marcatori | 67’ (aut.) Ochs 75’ Cescutti |

| Arbitro: | Dingert |

|                |           |  |
| Ropic 81’, 83’ | Marcatori |  |

| Arbitro: | Perl |

|                                    |           |  |
| Rahmanovic 23’ Akçay 30’ Braun 57’ | Marcatori |  |

| Arbitro: | Schiffner |

|                                      |           |                    |
| Maier 37’ Möckel 53’ Henn 59’ (aut.) | Marcatori | 62’ König 75’ Koch |

| Arbitro: | Kempter |

|            |           |                              |
| Türker 24’ | Marcatori | 45’ (rig.) Ollhoff 80’ Ropic |

### Coppa di Germania
| Arbitro: | Schalk |

|                                               |           |                                        |
| Maier 19’ Möckel 59’ Bindnagel 86’ Ropic 109’ | Marcatori | 46’ Winkler 54’ Patschinski 70’ Keller |

| Arbitro: | Perl |

|                                                  |           |  |
| Bindnagel 43’ Möckel 75’ Herdling 78’ Theres 85’ | Marcatori |  |

| Arbitro: | Brych |

|                                         |           |                        |
| Sieger 7’ (rig.) Throm 30’ Herdling 77’ | Marcatori | 54’ Lúcio 67’ Berbatov |

| Arbitro: | Steinborn |

|  |           |           |
|  | Marcatori | 48’ Adzic |

## Statistiche

### Statistiche di squadra
| Competizione      | Punti | In casa | In casa | In casa | In casa | In casa | In casa | In trasferta | In trasferta | In trasferta | In trasferta | In trasferta | In trasferta | Totale | Totale | Totale | Totale | Totale | Totale | DR |
| Competizione      | Punti | G       | V       | N       | P       | Gf      | Gs      | G            | V            | N            | P            | Gf           | Gs           | G      | V      | N      | P      | Gf     | Gs     | DR |
| ----------------- | ----- | ------- | ------- | ------- | ------- | ------- | ------- | ------------ | ------------ | ------------ | ------------ | ------------ | ------------ | ------ | ------ | ------ | ------ | ------ | ------ | -- |
| Regionalliga sud  | 52    | 17      | 10      | 5       | 2       | 32      | 19      | 17           | 5            | 2            | 10           | 22           | 39           | 34     | 15     | 7      | 12     | 54     | 58     | -4 |
| Coppa di Germania | -     | 4       | 3       | 0       | 1       | 11      | 6       | 0            | 0            | 0            | 0            | 0            | 0            | 4      | 3      | 0      | 1      | 11     | 6      | +5 |
| Totale            | 52    | 21      | 13      | 5       | 3       | 43      | 25      | 17           | 5            | 2            | 10           | 22           | 39           | 38     | 18     | 7      | 13     | 65     | 64     | +1 |

### Andamento in campionato
| Giornata  | 1  | 2 | 3  | 4  | 5  | 6 | 7 | 8 | 9 | 10 | 11 | 12 | 13 | 14 | 15 | 16 | 17 | 18 | 19 | 20 | 21 | 22 | 23 | 24 | 25 | 26 | 27 | 28 | 29 | 30 | 31 | 32 | 33 | 34 |
| --------- | -- | - | -- | -- | -- | - | - | - | - | -- | -- | -- | -- | -- | -- | -- | -- | -- | -- | -- | -- | -- | -- | -- | -- | -- | -- | -- | -- | -- | -- | -- | -- | -- |
| Luogo     | C  | C | T  | C  | C  | T | C | T | C | T  | C  | T  | C  | T  | C  | T  | C  | T  | T  | C  | T  | T  | C  | T  | C  | T  | C  | T  | C  | T  | C  | T  | C  | T  |
| Risultato | P  | V | P  | N  | V  | V | N | N | N | P  | V  | V  | N  | P  | V  | V  | N  | P  | P  | P  | N  | V  | V  | P  | V  | P  | V  | P  | V  | P  | V  | P  | V  | V  |
| Posizione | 14 | 9 | 14 | 13 | 12 | 5 | 7 | 8 | 7 | 10 | 8  | 5  | 7  | 8  | 7  | 3  | 4  | 5  | 8  | 11 | 11 | 9  | 6  | 8  | 7  | 7  | 6  | 7  | 6  | 7  | 6  | 7  | 6  | 5  |

Legenda:

Luogo: C = Casa; T = Trasferta. Risultato: V = Vittoria; N = Pareggio; P = Sconfitta.

### Statistiche dei giocatori
| Giocatore      | Regionalliga sud | Regionalliga sud | Regionalliga sud | Regionalliga sud | Coppa di Germania | Coppa di Germania | Coppa di Germania | Coppa di Germania | Totale   | Totale | Totale      | Totale     |
| Giocatore      | Presenze         | Reti             | Ammonizioni      | Espulsioni       | Presenze          | Reti              | Ammonizioni       | Espulsioni        | Presenze | Reti   | Ammonizioni | Espulsioni |
| -------------- | ---------------- | ---------------- | ---------------- | ---------------- | ----------------- | ----------------- | ----------------- | ----------------- | -------- | ------ | ----------- | ---------- |
| D. Bindnagel   | 26               | 1                | 4                | 1                | 4                 | 2                 | 0                 | 0                 | 30       | 3      | 4           | 1          |
| M. Born        | 17               | 0                | 4                | 1                | 1                 | 0                 | 0                 | 0                 | 18       | 0      | 4           | 1          |
| T. Böttjer     | 24               | 1                | 3                | 0                | 4                 | 0                 | 1                 | 0                 | 28       | 1      | 4           | 0          |
| S. Cescutti    | 13               | 2                | 4                | 0                | 1                 | 0                 | 0                 | 0                 | 14       | 2      | 4           | 0          |
| C. Daub        | 28               | 0                | 4                | 1                | 4                 | 0                 | 1                 | 0                 | 32       | 0      | 5           | 1          |
| A. El-Barhami  | 0                | 0                | 0                | 0                | 0                 | 0                 | 0                 | 0                 | 0        | 0      | 0           | 0          |
| J. Endreß      | 25               | 1                | 5                | 1                | 3                 | 0                 | 0                 | 0                 | 28       | 1      | 5           | 1          |
| A. Gaber       | 1                | 0                | 0                | 0                | 0                 | 0                 | 0                 | 0                 | 1        | 0      | 0           | 0          |
| S. Haag        | 10               | 0                | 0                | 0                | 0                 | 0                 | 0                 | 0                 | 10       | 0      | 0           | 0          |
| K. Herdling    | 19               | 1                | 2                | 0                | 4                 | 2                 | 0                 | 0                 | 23       | 3      | 2           | 0          |
| T. Hillenbrand | 9                | 0                | 0                | 0                | 3                 | 0                 | 0                 | 0                 | 12       | 0      | 0           | 0          |
| S. Hofmann     | 1                | 0                | 0                | 0                | 0                 | 0                 | 0                 | 0                 | 1        | 0      | 0           | 0          |
| M. Klandt      | 19               | 0                | 5                | 0                | 1                 | 0                 | 0                 | 0                 | 20       | 0      | 5           | 0          |
| K. Knödler     | 25               | 0                | 0                | 0                | 1                 | 0                 | 0                 | 0                 | 26       | 0      | 0           | 0          |
| M. Kümmerling  | 0                | 0                | 0                | 0                | 0                 | 0                 | 0                 | 0                 | 0        | 0      | 0           | 0          |
| M. Lanig       | 7                | 0                | 1                | 0                | 0                 | 0                 | 0                 | 0                 | 7        | 0      | 1           | 0          |
| F. Luz         | 4                | 0                | 0                | 0                | 0                 | 0                 | 0                 | 0                 | 4        | 0      | 0           | 0          |
| S. Maier       | 15               | 2                | 2                | 0                | 1                 | 1                 | 0                 | 0                 | 16       | 3      | 2           | 0          |
| M. Mayer       | 0                | 0                | 0                | 0                | 0                 | 0                 | 0                 | 0                 | 0        | 0      | 0           | 0          |
| C. Möckel      | 28               | 7                | 3                | 0                | 4                 | 2                 | 0                 | 0                 | 32       | 9      | 3           | 0          |
| T. Müller      | 28               | 3                | 5                | 0                | 3                 | 0                 | 1                 | 0                 | 31       | 3      | 6           | 0          |
| T. Ollhoff     | 31               | 12               | 4                | 0                | 4                 | 0                 | 0                 | 0                 | 35       | 12     | 4           | 0          |
| M. Petković    | 0                | 0                | 0                | 0                | 0                 | 0                 | 0                 | 0                 | 0        | 0      | 0           | 0          |
| S. Ropic       | 29               | 9                | 3                | 0                | 2                 | 1                 | 0                 | 0                 | 31       | 10     | 3           | 0          |
| S. Sieger      | 27               | 6                | 1                | 0                | 4                 | 1                 | 0                 | 0                 | 31       | 7      | 1           | 0          |
| T. Thee        | 24               | 1                | 6                | 0                | 3                 | 0                 | 1                 | 0                 | 27       | 1      | 7           | 0          |
| S. Theres      | 30               | 2                | 4                | 0                | 2                 | 1                 | 0                 | 0                 | 32       | 3      | 4           | 0          |
| H. Throm       | 12               | 3                | 3                | 0                | 3                 | 1                 | 2                 | 0                 | 15       | 4      | 5           | 0          |
| M. Throm       | 20               | 1                | 0                | 0                | 3                 | 0                 | 2                 | 0                 | 23       | 1      | 2           | 0          |
| A. Welz        | 0                | 0                | 0                | 0                | 0                 | 0                 | 0                 | 0                 | 0        | 0      | 0           | 0          |